# Baletní špičky

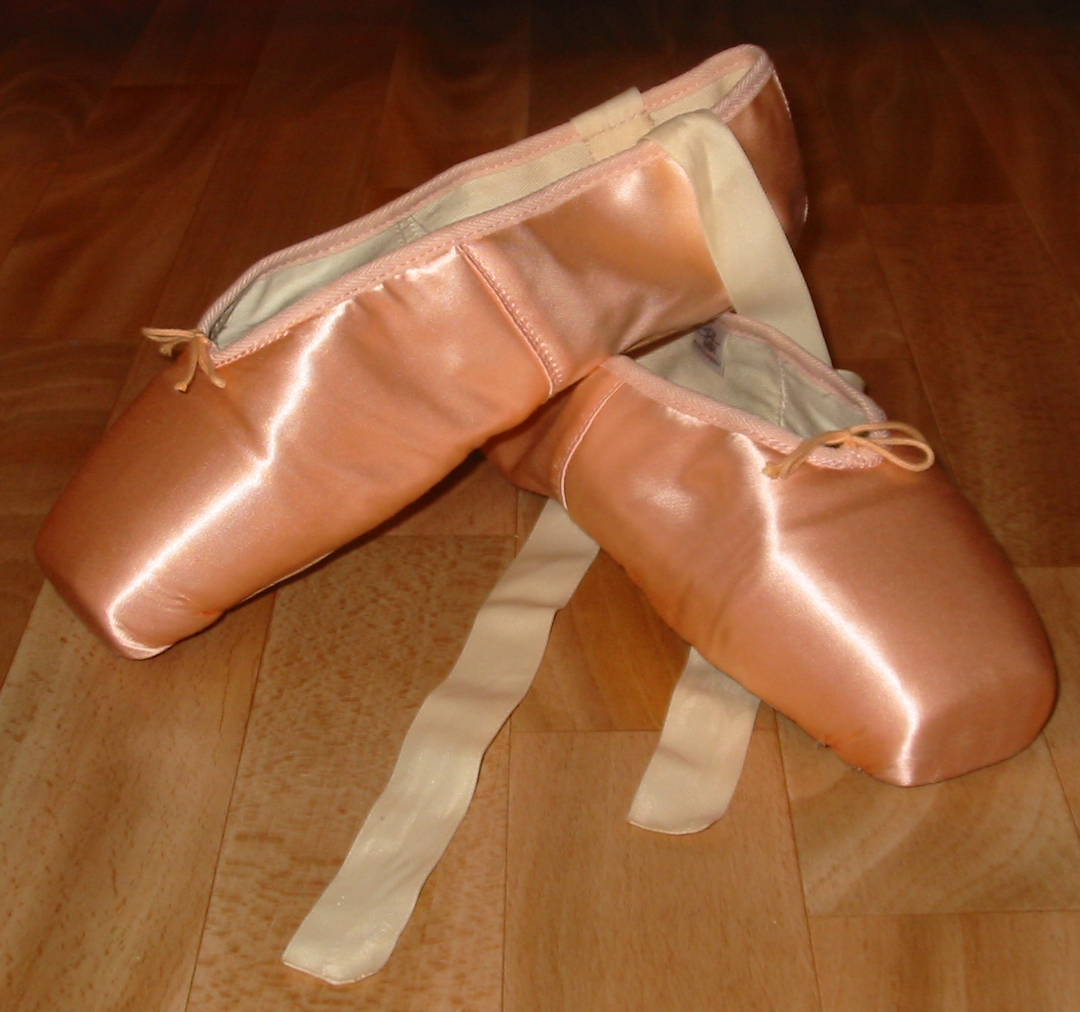
Nové špičky

Baletní špičky jsou druhem obuvi používaný baletkami (velmi výjimečně i muži) pro tanec na špičkách (en pointe). Vyrábí se v různých barvách, nejčastěji v odstínech světle růžové, a existují různé typy špiček (rozdíly jsou ve tvaru, tvrdosti atp.). Základním druhem baletní obuvi jsou baletní piškoty. 

## Popis
Baletní špičky jsou dnes vyráběny převážně strojově, výrobci však nabízí různé typy špiček pro různé požadavky tanečnic. Vždy však mají výztuhu v přední části u prstů, bloček, který umožňuje stát a tančit en pointe, a klenek boty, tvrdou výztuhu, která podporuje klenbu nohy. Kolem kotníku se uvazují špičky stuhami, které drží botu na noze. Z vnější strany jsou špičky pokryty nejčastěji saténem. Vnitřní obvod boty lze upravit pomocí všité gumičky. Podrážku tvoří kus tvrdé kůže přišitý k botě.

## Užívání špiček

### Prolamování
Nové špičky je potřeba nejdříve prolomit, změkčit, či rozchodit, aby bylo možné se postavit en pointe. Špičky jsou před prvním použitím tvrdé a musí dosáhnout dostatečné (ale ne přehnané) ohebnosti, aby se v nich dalo tančit.

### Pomůcky
Vzhledem k tomu, že špičky nejsou příliš pohodlné, tanečnice užívají různé typy vložek a pomůcek, které chrání nohu při tanci:
- vložky do špičky – mohou být z různých materiálů, především silikonu a pěny, chrání prsty před odíráním a puchýři
- separátory prstů – existují v mnoha tvarech a velikostech, vkládají se obvykle mezi palec a ukazováček na nohou, měly by snižovat bolestivost kloubu palce, která vzniká přílišným namáčknutím palce na ukazováček v botě
- vata – je omotávána kolem prstů, aby zabránila vzniku puchýřů a oděrek
- páska – tanečnice ji oblepují kolem prstů, její užití má podobný účel jako vata

### Životnost
Baletní špičky mají omezenou životnost a po přílišném opotřebení je třeba je vyměnit. Hlavní roli v jejich životnosti hraje výše zmiňovaný klenek, který zajišťuje tvar a pevnost boty. Když je bota namáhána, klenek ztrácí postupně pevnost a po nějaké době již není schopen dodat noze dostatečnou podporu. Dalším důvodem znehodnocení špiček může být přílišné změkčení bločku především v místě, na kterém tanečnice stojí. Z vnější strany bločku se také odírá látka, kterým je špička pokryta a při přílišném sedření nejsou boty již vhodné na vystupování, dají se však dále používat na trénink.
Při ohleduplném užívání vydrží baletní špičky od deseti do dvaceti hodin tance. Studentkám tance obvykle trvá onosit boty déle, profesionální tanečnice zase mohou mít nový pár na každé představení.
Životnost špiček také závisí na mnoha dalších faktorech jako je jejich užívání, taneční technika, jak sedí bota na noze, váha tanečnice, konstrukce, materiál klenku, proces užívání, taneční povrch či síla nohy.

## Historie baletních špiček
Historie baletu sahá 15. století a italské renesance. Roku 1661 byla otevřena Académie Royale de Danse. V této době se nosily taneční boty s podpatkem. Roku 1672 vznikl první profesionální taneční soubor, Ballet de l'Opéra national de Paris, v němž v polovině 18. století tančí Marie Camargo, která jako první nosila na tanec boty bez podpatku, které umožňovaly lepší provedení skoků. Po francouzské revoluci se již taneční boty s podpatkem přestaly užívat úplně.
První tanečníci se postavili na špičky díky vynálezu Charlese Didelota v roce 1795. Jeho „létací stroj“ zvedl tanečnici nahoru a než se zvedla ze země, mohla stát na špičkách. Uskutečněná lehkost tance byla příznivě přijata publikem a důsledkem bylo, že choreografové začali tanec na špičkách více používat.
Během 19. století se začalo tančit na špičkách již bez pomůcek, Marie Taglioni v baletu La Sylphide tančila na špičkách pouze v saténových botách s koženou podrážkou a vyztužením po stranách. Protože v tomto období taneční boty neposkytovaly téměř žádnou podporu pro nohu, tanečnice si je různě vycpávaly a musely spoléhat na sílu svých nohou a kotníků.
Další fází baletních špiček byly boty používané v Itálii v 19. století – měly silnou, tvrdou platformu v přední části boty, nebyly tak špičaté jako boty používané dříve. Také měly již jistou formu bločku, který byl složen z mnoha vrstev látky a měly silnější podrážku. Tanec v nich byl téměř tichý. Jednou z baletek této doby byla Pierina Legnani.
Vznik moderních špiček se pojí se jménem Anna Pavlova a Ruskem počátku 20. století. Tato baletka byla jednou z nejslavnějších a nejvlivnějších tanečnic té doby. Měla velmi vysoké a klenuté nárty, které znamenaly velké riziko při tanci na špičkách. Její nohy byly také velmi štíhlé a útlé a to způsobovalo velký tlak na její palce. Aby se jí lépe tančilo, vložila si do bot vložky z tvrdé kůže a zplošila část u prstů tak, aby zformovala bloček.

## Výroba špiček
Baletní špičky jsou obvykle vyráběny strojově, tvarování bot však obvykle probíhá ručně.
Špičky se vyrábí většinou metodou, při které je bota vytvářena naruby, až závěrem se převrátí lícovou stranou ven. Obvykle jsou také není rozdíl mezi pravou a levou botou. Lze ale také samozřejmě vyrobit baletní špičky na míru.
Cena baletních špiček se pohybuje od 1000 Kč výše, špičky vyrobené na míru úměrně dražší.